# Ernst Hähnel
Ernst Julius Hähnel (Dresda, 9 marzo 1811 – Dresda, 22 maggio 1891) è stato uno scultore tedesco, professore all'Accademia di belle arti di Dresda.

## Biografia

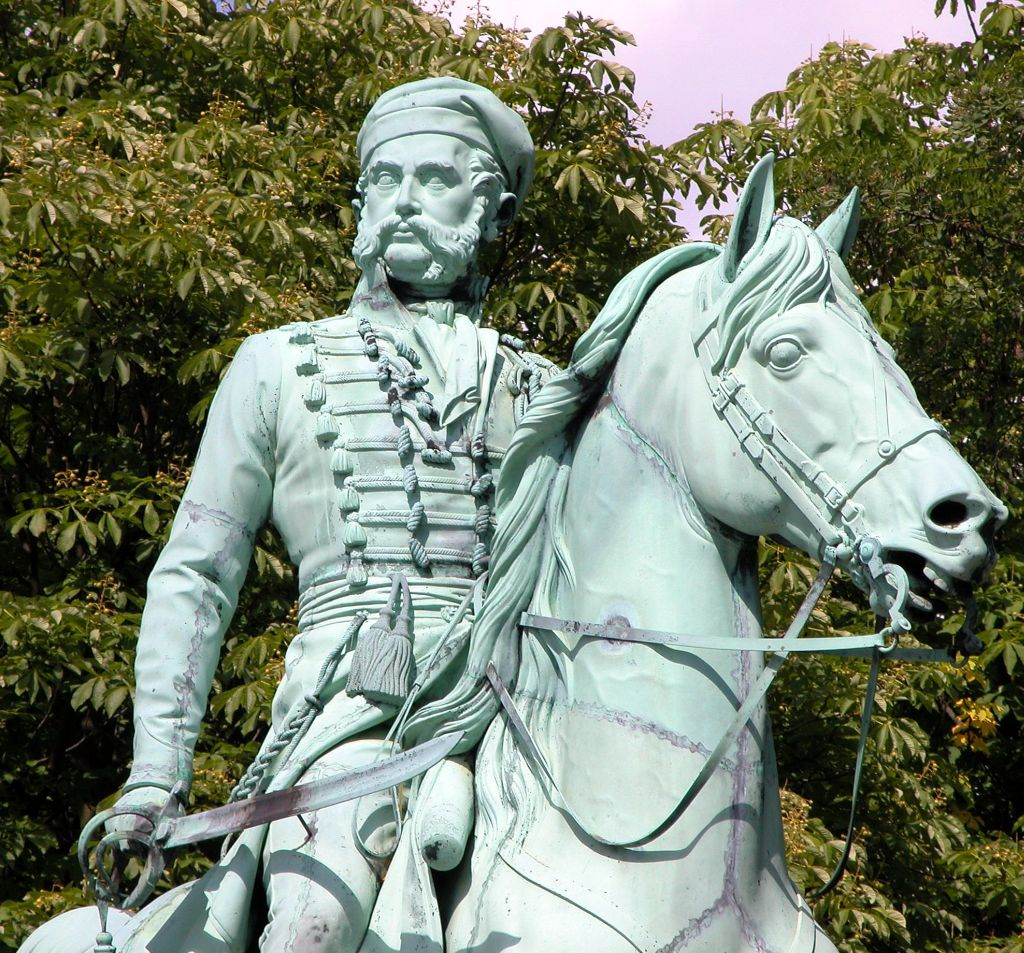
Particolare della statua del duca Federico Guglielmo di Brunswick

Hähnel studiò architettura presso l'Accademia di Dresda e nel 1826 si recò a Monaco di Baviera, dove studiò architettura e poi scultura all'Accademia di belle arti, fino al 1831, dove incontrò Ernst Rietschel e Ludwig Schwanthaler. Quindi si recò a Roma, nel 1831, e visitò Firenze l'anno successivo con Gottfried Semper. Ritornò a vivere a Monaco nel 1835 e successivamente fu chiamato a Dresda da Semper nel 1838 e collaborò alla costruzione della Semperoper. 
Ernst Hähnel scolpì una statua di Beethoven che fu fusa in bronzo nel 1845 a Bonn da Jacob Daniel Burgschmiet. Successivamente si reco a Praga dove realizzò una statua dell'imperatore Carlo IV, in occasione del 500º anniversario dell'Università di Praga. La statua è alta quattro metri e si trova vicino alla torre del Ponte Carlo nella città vecchia. 
Nel 1848 fu nominato professore all'Accademia di Dresda e divenne, con Rietschel, il fondatore della scuola di scultura di Dresda nella seconda metà del XIX secolo. Ebbe Johannes Schilling tra i suoi allievi e in seguito Cuno von Uechtritz-Steinkirch. La sua attività continuò a Dresda, dove creò bassorilievi per la Gemäldegalerie Alte Meister, nonché sei statue di Alessandro Magno, Lisippo, Michelangelo, Dante, Raffaello e Pietro von Cornelius. Realizzò copie della sua statua di Raffaello per la Alte Nationalgalerie di Berlino e per il Museum der bildenden Künste di Lipsia. 
Ernst Hähnel terminò la sua statua del re Federico Augusto II di Sassonia a Dresda nel 1867. Quattro anni dopo, la sua statua di Theodor Körner fu inaugurata su Ferdinandplatz. 

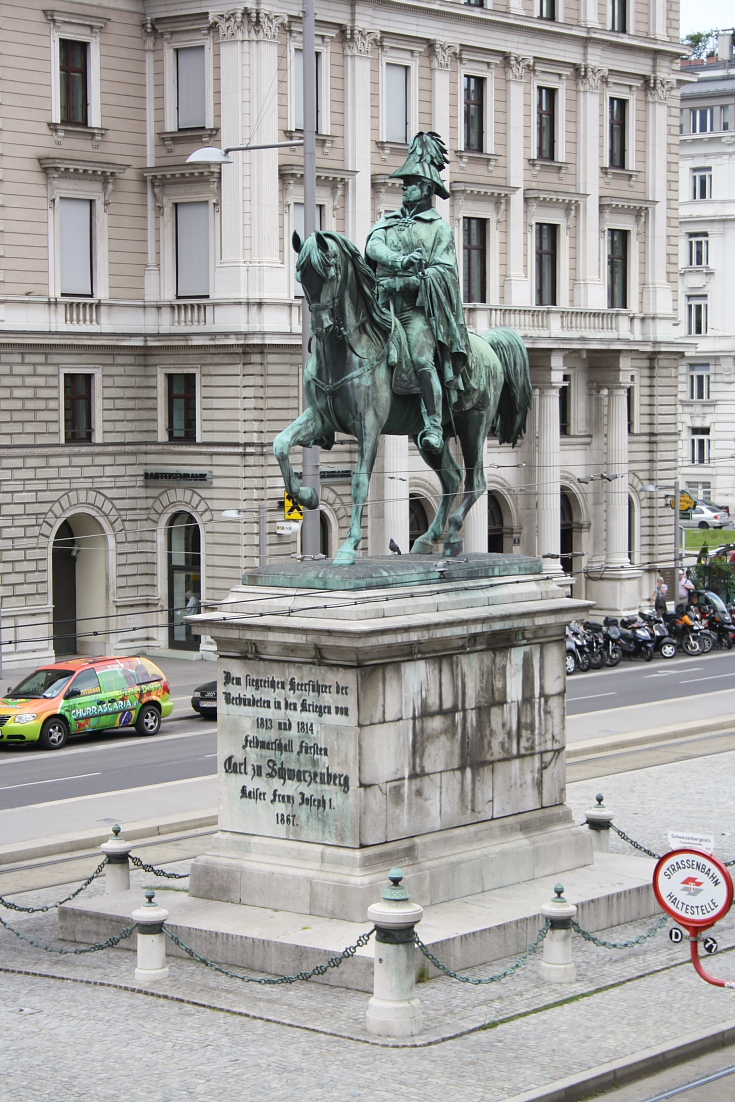
Statua equestre del principe di Schwarzenberg a Vienna

Le opere di Hähnel si trovano in tutta la Germania e in altri paesi europei, dove ebbe modo di lavorare. Ad esempio la statua equestre del Principe di Schwarzenberg a Vienna, presso la Schwarzenbergplatz, o la statua equestre del duca Federico Guglielmo di Brunswick di fronte al castello di Braunschweig, o la statua di Lessing a Lipsia (1883). Realizzò anche diverse opere per l'Opera di Vienna, come le allegorie della poesia classica e della poesia romantica. 
L'obiettivo di Hähnel era quello di plasmare l'ideale della bellezza, secondo i canoni classici. Nel 1859 fu nominato Doctor Honoris causa dall'Università di Lipsia e cittadino onorario della sua città natale, l'11 ottobre 1883. Fu uno degli scultori che presero parte all'opera della Parade of Princes (Fürstenzug) a Dresda, per la quale scolpì l'ultimo gruppo.

## Galleria d'immagini

Statua di Beethoven a Bonn
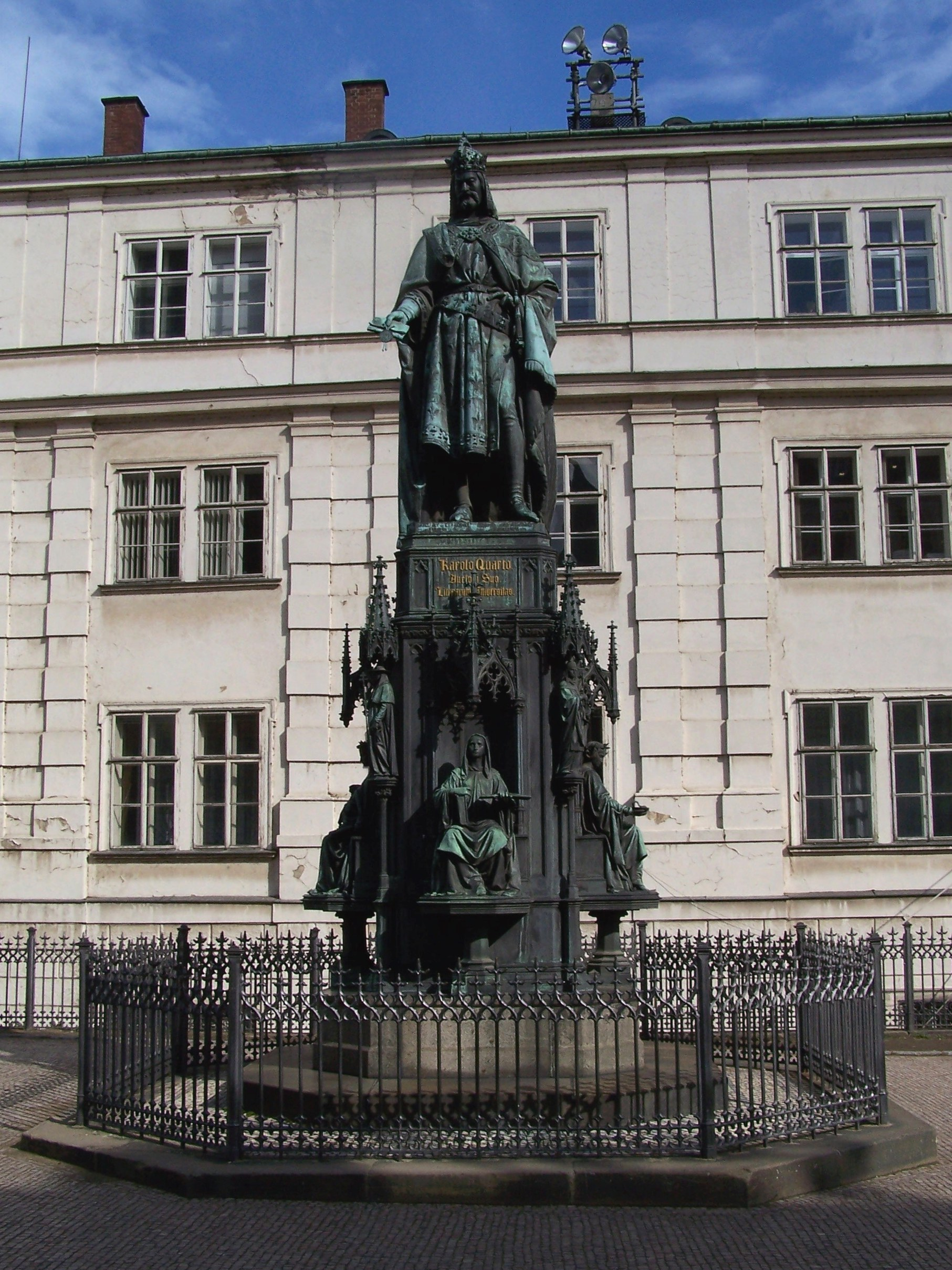
Statua di Carlo IV a Praga
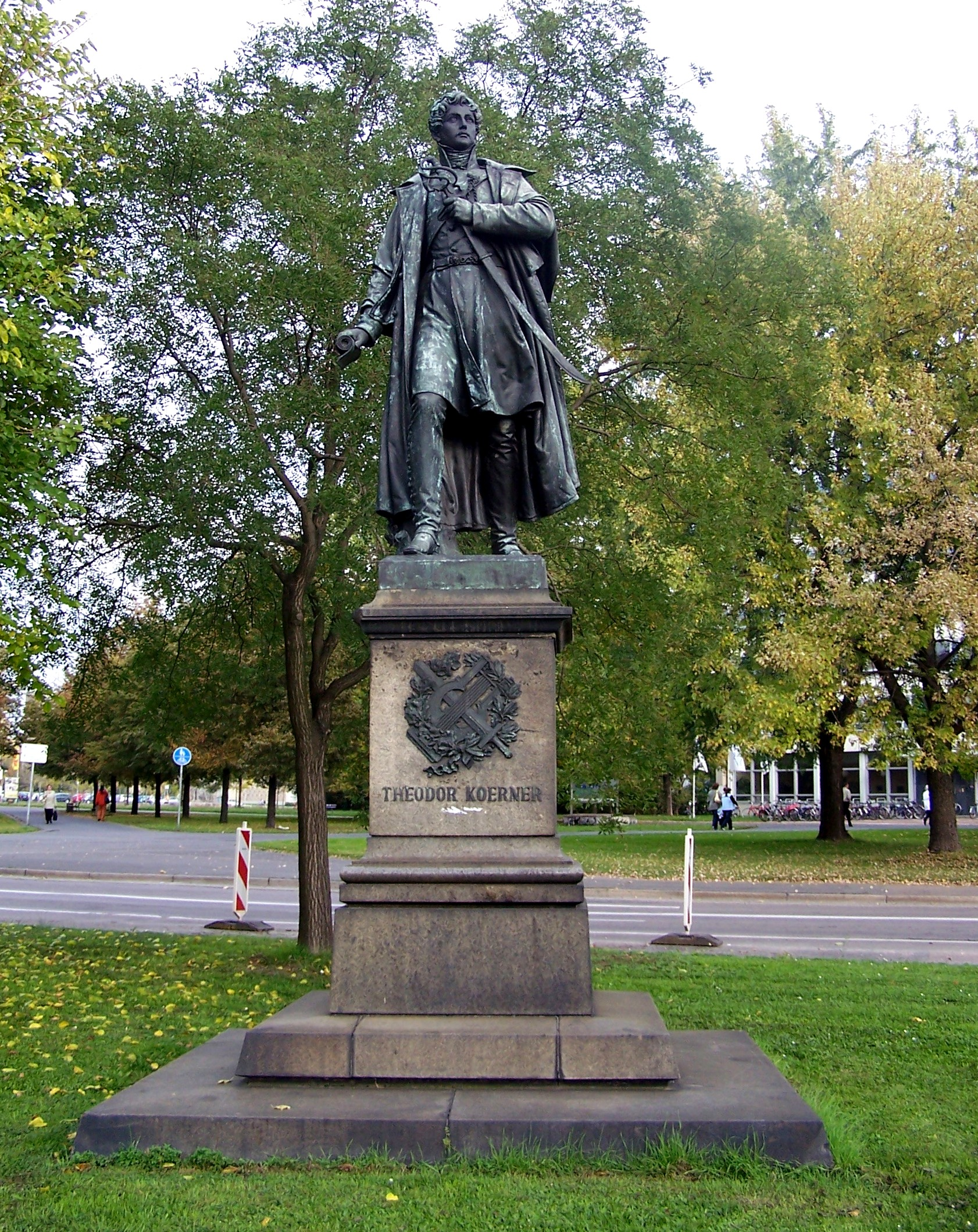
Statua di Theodor Körner a Dresda
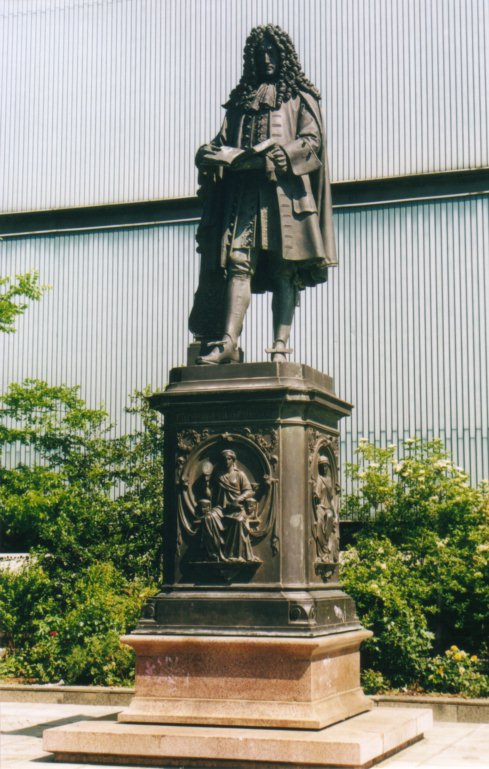
Statua di Leibniz a Lipsia